# Albert Parsys
Albert Parsys, né le 2 juin 1890 à Tourcoing et mort dans cette même ville le 24 février 1980, est un footballeur international français.

## Biographie
Son poste de prédilection est gardien de but. Il compte cinq sélections en équipe de France de football, Italie-France au stade de la Piazza d'Armi à Turin en 1914, Suisse-France à Genève au Stade des Charmilles en 1920, France-Belgique au Parc des Princes à Paris en 1920, France-Italie au Kiel à Anvers pour les Jeux olympiques d'été de 1920, enfin France-Tchécoslovaquie au Kiel à Anvers pour les Jeux olympiques d'été de 1920 (épreuve dont il sort demi-finaliste).

### Clubs successifs
- US Tourcoing (1909-1921)

### Carrière
Sociétaire de l'US Tourcoing dès 1908, ce n'est néanmoins que la saison suivante qu'il détrône Fernand Desrousseaux de sa place de numéro un dans les buts tourquennois. 
Titulaire de la cage des Lions des Flandres, Albert put se frayer un chemin vers la sélection grâce au forfait de la star de l'époque, le gardien de but du Red Star, Pierre Chayriguès. Il pensait poursuivre dans cette direction quand les dirigeants du Comité interfédéral (ancêtre de la fédération française de football) sanctionnèrent les joueurs de Tourcoing en raison d'un comportement jugé inacceptable. 
La guerre passant, Albert ne retrouva son poste que six ans plus tard. Il s'imposa face à la concurrence et défendit les buts de l'équipe de France lors des Jeux olympiques d'été de 1920. Il participa notamment au succès historique contre les Italiens, à Anvers, en quarts de finale de la compétition.

## Palmarès
- Championnat de France de football USFSA 1910